# Listă de filme kosovare

Aceasta este o listă de filme produse în Kosovo, în ordine alfabetică:

## B
- Babai, regia Visar Morina (2015)[1]

## C
- A Cup of Coffee and New Shoes On (Një filxhan kafe dhe këpucë të reja veshur) (2022)[2]

## D
- Displaced (Pa vend, 2021), scurtmetraj[3]

## E
- Exile (Exil, 2020)[4]

## H
- The Hill Where Lionesses Roar (Luaneshat e kodrës, 2021), regia Luàna Bajrami[5][6]
- Hive (Stupul, 2021)
- Home (2016), regia Daniel Mulloy[7][8][9]
- Home Sweet Home (2016), regia Faton Bajraktari[10][11][12][13][14][15]
- Housekeeping for Beginners (Домаќинство за почетници, Domaḱinstvo za početnici, 2023), regia 	Goran Stolevski[16][17][18]

## I
- Illyricvm (2022), regia Simon Bogojević-Narath[19][20]

## M
- Man of Soil (Njeriu Prej Dheu, 1984), regia Agim Sopi[21][22]
- The Marriage (Martesa, 2017), regia Blerta Zeqiri[23]

## S
- Sk (2014)
- Sworn Virgin (Virgin, 2015) (italiană: Vergine giurata, albaneză: Burrnesha), regia Laura Bispuri[24][25][26][27][28]

## T
- The Tenor (2014)
- Three Windows and a Hanging (Tri dritare dhe një varje, 2014), regia Isa Qosja[29][30]

## U
- Unwanted (T'padashtun, 2017), regia Edon Rizvanolli[31][32]

## V
- Vera Dreams of the Sea (Vera Andrron Detin, 2021), regia Kaltrina Krasniqi[33][34]

## Z
- Zana (2019), regia Antoneta Kastrati[35][36]